# Torna a 2014. évi nyári ifjúsági olimpiai játékokon
A 2014. évi nyári ifjúsági olimpiai játékokon a torna versenyeinek a Nankingi Olimpiai Sportközpont adott otthont, augusztus 17. és 27. között. Összesen 16 versenyszámot rendeztek.

## Naptár
Az időpontok helyi idő szerint (UTC+8) értendők.
| Dátum         | Időpont | Versenyszám                                                                                        |
| ------------- | ------- | -------------------------------------------------------------------------------------------------- |
| Augusztus 17. | 13:30   | Fiú torna, selejtezők                                                                              |
| Augusztus 17. | 19:00   | Fiú torna, selejtezők                                                                              |
| Augusztus 18. | 11:00   | Lány torna, selejtezők                                                                             |
| Augusztus 18. | 14:30   | Lány torna, selejtezők                                                                             |
| Augusztus 18. | 19:00   | Lány torna, selejtezők                                                                             |
| Augusztus 19. | 19:00   | Fiú egyéni összetett, döntő                                                                        |
| Augusztus 20. | 19:00   | Lány egyéni összetett, döntő                                                                       |
| Augusztus 21. | 13:30   | Lány trambulin                                                                                     |
| Augusztus 22. | 13:30   | Fiú trambulin                                                                                      |
| Augusztus 23. | 19:00   | Fiú talaj, döntő Lány ugrás, döntő Fiú lólengés, döntő Lány felemás korlát, döntő Fiú gyűrű, döntő |
| Augusztus 24. | 19:00   | Fiú ugrás, döntő Lány gerenda, döntő Fiú korlát, döntő Lány talaj, döntő Fiú nyújtó, döntő         |
| Augusztus 26. | 11:00   | Lány ritmikus gimnasztika, egyéni összetett, selejtezők                                            |
| Augusztus 26. | 14:30   | Lány ritmikus gimnasztika, egyéni összetett, selejtezők                                            |
| Augusztus 26. | 19:00   | Lány ritmikus gimnasztika, csapat összetett, selejtezők                                            |
| Augusztus 27. | 13:30   | Lány egyéni összetett, döntő                                                                       |
| Augusztus 27. | 19:00   | Lány csapat összetett, döntő                                                                       |

## Éremtáblázat
(A táblázatokban Magyarország és a rendező ország eltérő háttérszínnel, az egyes számoszlopok legmagasabb értéke vastagítással kiemelve.)
| A 2014. évi nyári ifjúsági olimpiai játékok éremtáblázata tornában | A 2014. évi nyári ifjúsági olimpiai játékok éremtáblázata tornában | A 2014. évi nyári ifjúsági olimpiai játékok éremtáblázata tornában | A 2014. évi nyári ifjúsági olimpiai játékok éremtáblázata tornában | A 2014. évi nyári ifjúsági olimpiai játékok éremtáblázata tornában | Olimpia  |
| ------------------------------------------------------------------ | ------------------------------------------------------------------ | ------------------------------------------------------------------ | ------------------------------------------------------------------ | ------------------------------------------------------------------ | -------- |
|                                                                    | Ország                                                             | Arany                                                              | Ezüst                                                              | Bronz                                                              | Összesen |
| 1.                                                                 | Oroszország (RUS)                                                  | 7                                                                  | 2                                                                  | 2                                                                  | 11       |
| 2.                                                                 | Kína (CHN)                                                         | 3                                                                  | 3                                                                  | 1                                                                  | 7        |
| 3.                                                                 | Nagy-Britannia (GBR)                                               | 3                                                                  | 1                                                                  | 5                                                                  | 9        |
| 4.                                                                 | Japán (JPN)                                                        | 1                                                                  | 2                                                                  | 1                                                                  | 4        |
| 5.                                                                 | Brazília (BRA)                                                     | 1                                                                  | 2                                                                  | 0                                                                  | 3        |
| 6.                                                                 | Új-Zéland (NZL)                                                    | 1                                                                  | 0                                                                  | 0                                                                  | 1        |
|                                                                    |                                                                    |                                                                    |                                                                    |                                                                    |          |
| 7.                                                                 | Ukrajna (UKR)                                                      | 0                                                                  | 1                                                                  | 1                                                                  | 2        |
| 8.                                                                 | Belgium (BEL)                                                      | 0                                                                  | 1                                                                  | 0                                                                  | 1        |
| 8.                                                                 | Bulgária (BUL)                                                     | 0                                                                  | 1                                                                  | 0                                                                  | 1        |
| 8.                                                                 | Fehéroroszország (BLR)                                             | 0                                                                  | 1                                                                  | 0                                                                  | 1        |
| 8.                                                                 | Magyarország (HUN)                                                 | 0                                                                  | 1                                                                  | 0                                                                  | 1        |
| 8.                                                                 | Olaszország (ITA)                                                  | 0                                                                  | 1                                                                  | 0                                                                  | 1        |
|                                                                    |                                                                    |                                                                    |                                                                    |                                                                    |          |
| 13.                                                                | Egyesült Államok (USA)                                             | 0                                                                  | 0                                                                  | 2                                                                  | 2        |
| 14.                                                                | Dél-Korea (KOR)                                                    | 0                                                                  | 0                                                                  | 1                                                                  | 1        |
| 14.                                                                | Kazahsztán (KAZ)                                                   | 0                                                                  | 0                                                                  | 1                                                                  | 1        |
| 14.                                                                | Portugália (POR)                                                   | 0                                                                  | 0                                                                  | 1                                                                  | 1        |
| 14.                                                                | Üzbegisztán (UZB)                                                  | 0                                                                  | 0                                                                  | 1                                                                  | 1        |
|                                                                    |                                                                    |                                                                    |                                                                    |                                                                    |          |
| Összesen                                                           | Összesen                                                           | 16                                                                 | 16                                                                 | 16                                                                 | 48       |

## Érmesek

### Fiú szertorna
| Versenyszám | Arany                                       | Arany  | Ezüst                                 | Ezüst  | Bronz                                       | Bronz  |
| ----------- | ------------------------------------------- | ------ | ------------------------------------- | ------ | ------------------------------------------- | ------ |
| Összetett   | Giarnni Regini-Moran · Nagy-Britannia (GBR) | 84,725 | Nyikita Nagornyij · Oroszország (RUS) | 83,050 | Alec Yoder · Egyesült Államok (USA)         | 82,800 |
| Talaj       | Giarnni Regini-Moran · Nagy-Britannia (GBR) | 14,766 | Kenya Yuasa · Japán (JPN)             | 14,133 | Lim Myongwoo · Dél-Korea (KOR)              | 13,766 |
| Lólengés    | Nyikita Nagornyij · Oroszország (RUS)       | 13,966 | Vladyslav Hryko · Ukrajna (UKR)       | 13,933 | Timur Kadirov · Üzbegisztán (UZB)           | 13,800 |
| Gyűrű       | Nyikita Nagornyij · Oroszország (RUS)       | 14,000 | Ma Yue · Kína (CHN)                   | 13,866 | Vladyslav Hryko · Ukrajna (UKR)             | 13,533 |
| Ugrás       | Giarnni Regini-Moran · Nagy-Britannia (GBR) | 14,695 | Ma Yue · Kína (CHN)                   | 14,416 | Nyikita Nagornyij · Oroszország (RUS)       | 14,383 |
| Korlát      | Nyikita Nagornyij · Oroszország (RUS)       | 14,033 | Kardos Botond · Magyarország (HUN)    | 14,016 | Giarnni Regini-Moran · Nagy-Britannia (GBR) | 14,000 |
| Nyújtó      | Kenya Yuasa · Japán (JPN)                   | 13,700 | Luka van den Keybus · Belgium (BEL)   | 13,666 | Giarnni Regini-Moran · Nagy-Britannia (GBR) | 13,633 |

### Lány szertorna
| Versenyszám    | Arany                               | Arany  | Ezüst                               | Ezüst  | Bronz                                | Bronz  |
| -------------- | ----------------------------------- | ------ | ----------------------------------- | ------ | ------------------------------------ | ------ |
| Összetett      | Szeda Tuthaljan · Oroszország (RUS) | 54,900 | Flávia Saraiva · Brazília (BRA)     | 54,700 | Elissa Downie · Nagy-Britannia (GBR) | 54,150 |
| Ugrás          | Vang Jen · Kína (CHN)               | 14,783 | Ellie Downie · Nagy-Britannia (GBR) | 14,566 | Sae Miyakawa · Japán (JPN)           | 14,566 |
| Felemás korlát | Seda Tutkhalyan · Oroszország (RUS) | 13,575 | Iosra Abdelaziz · Olaszország (ITA) | 13,366 | Vang Jen · Kína (CHN)                | 13,066 |
| Gerenda        | Vang Jen · Kína (CHN)               | 14,633 | Flávia Saraiva · Brazília (BRA)     | 14,000 | Elissa Downie · Nagy-Britannia (GBR) | 13,500 |
| Talaj          | Flávia Saraiva · Brazília (BRA)     | 13,766 | Szeda Tuthaljan · Oroszország (RUS) | 13,733 | Elissa Downie · Nagy-Britannia (GBR) | 13,466 |

### Ritmikus gimnasztika
| Versenyszám | Arany                                                                                                   | Arany  | Ezüst | Ezüst  | Bronz | Bronz  |
| ----------- | --- | ------ | --- | ------ | --- | ------ |
| Egyéni      | Irina Annenkova · Oroszország (RUS)                                                                     | 58,575 | Maryia Trubach · Fehéroroszország (BLR)                                                                         | 56,950 | Laura Zeng · Egyesült Államok (USA)                                                                                | 56,750 |
| Csapat      | Oroszország (RUS) · Daria Anenkova · Daria Dubova · Victoria Ilina · Natalia Safonova · Sofya Skomorokh | 29,550 | Bulgária (BUL) · Elen Bineva · Aleksandra Mitrovich · Emiliya Radicheva · Sofiya Rangelova · Gabriela Stefanova | 27,050 | Kazahsztán (KAZ) · Viktoriya Guslyakova · Amina Kozhakhat · Nuray Kumarova · Darya Medvedeva · Aliya Moldakhmetova | 25,050 |

### Trambulin
| Versenyszám | Arany                           | Arany  | Ezüst                     | Ezüst  | Bronz                                | Bronz  |
| ----------- | ------------------------------- | ------ | ------------------------- | ------ | ------------------------------------ | ------ |
| Fiú         | Dylan Schmidt · Új-Zéland (NZL) | 57,340 | Liu Changxin · Kína (CHN) | 56,935 | Pedro Ferreira · Portugália (POR)    | 56,040 |
| Lány        | Zhu Xueying · Kína (CHN)        | 55,425 | Rana Nakano · Japán (JPN) | 52,370 | Maria Zakharchuk · Oroszország (RUS) | 52,360 |